# Brews Brothers
Brews Brothers är en amerikansk komediserie från 2020. Serien är regisserad av Robert Cohen och manus har skrivits av Greg Schaffer. Första säsongen består av åtta avsnitt.
Den svenska premiären är planerad till den 10 april 2020.

## Handling
Serien handlar om två bröder som inte alltid dragit jämnt, men för att hålla igång sitt bryggeri är de tvingade att samarbeta. Det är dock lättare sagt än gjort.

## Rollista (i urval)
| Alan Aisenberg | – Wilhelm |
| Mike Castle    | – Adam    |
| Carmen Flood   | – Sarah   |
| Marques Ray    | – Chuy    |
| Zach Reino     | – Elvis   |
| Inanna Sarkis  | – Becky   |